# Chiesa di San Vincenzo (Varese Ligure)
La chiesa di San Vincenzo è un luogo di culto cattolico situato nella frazione di Costola, in via alla Chiesa, nel comune di Varese Ligure in provincia della Spezia. L'edificio è sede della parrocchia omonima della diocesi della Spezia-Sarzana-Brugnato.

## Storia e descrizione
Antica istituzione degli abati ordinari di Brugnato, la ricostruzione della chiesa avvenne molto probabilmente sul finire del XVIII secolo. Così come per gli archivi della comunità parrocchiale di San Bartolomeo apostolo di Cassego anche gli antichi registri parrocchiali di Costola andarono perduti nel secondo conflitto bellico.